# Via sublingual

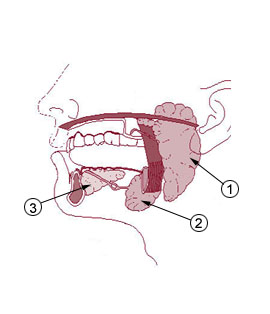
Principais zonas com capilares da boca com ênfase para numero 3 onde são absorvidos os fármacos sublinguais

Via sublingual ou administração SL ou também conhecido no meio fármaco e médico como simplesmente SL é uma via de administração que consiste na absorção de fármacos por debaixo da língua. Esta via de administração evita o efeito de primeira passagem hepático pois a drenagem venosa é para a veia cava superior.
As mucosas situadas na região sublingual são altamente vascularizadas por capilares sanguíneos, motivo pelo qual sua absorção é altamente eficaz. Em comparação com a via oral, sua absorção se dá de uma forma muito mais rápida, devido ao contato quase direto com os capilares sanguíneos situados nessa região. Mas, devido a essa rápida absorção, torna-se também uma via com riscos consideráveis. Sua utilização também depende da ionização e lipossolubilidade do fármaco.

## Uso
O uso é feito colocando o medicamento em baixo da língua e esperando a sua dissolução completa.

### Prós
- Não necessita do auxilio de água;
- Evita o metabolismo de primeira passagem;
- Absorção e efeito mais rápido.

### Contras
- Leve desconforto dependendo do tamanho da droga e seu gosto;
- A falta de paciência na dissolução da droga em baixo da língua e/ou engoli-la pode reduzir seu efeito.[3][4]

### Drogas
| Nome           | Utilidade                                                                   | Legalidade/ legislação de acesso |
| -------------- | --------------------------------------------------------------------------- | -------------------------------- |
| Cocaína        | Recreativa                                                                  | Ilegal                           |
| LSD            | Recreativa                                                                  | Ilegal                           |
| Cetamina       | Indução de anestesia de forma ilegal para recreação                         | Ilegal                           |
| Ecstasy        | Recreativa                                                                  | Ilegal                           |
| Clonazepam     | Tratamento da ansiedade                                                     | Controlado com receita médica    |
| Zolpidem       | Tratamento da ansiedade e insonia                                           | Controlado com receita médica    |
| Alprazolam     | Tratamento de ansiedade, de forma ilegal para recreação com o nome de Xanax | Controlado com receita médica    |
| Piroxicam      | Tratamento de inflamações                                                   | Livre acesso                     |
| Nitroglicerina | Prevenção e tratamento de infartos                                          | Livre acesso                     |